# Elezioni europee del 2024 in Spagna
Le elezioni europee del 2024 in Spagna si sono tenute domenica 9 giugno per eleggere i 61 membri del Parlamento europeo spettanti alla Spagna.

## Sistema elettorale
Per le elezioni europee, la legge elettorale spagnola prevede l’applicazione, in un'unica circoscrizione nazionale, di un sistema elettorale a base proporzionale con liste chiuse e senza alcuna soglia di sbarramento.
Le preferenze sono in seguito tradotte in seggi secondo il metodo D'Hondt. Si noti, poi, la presenza di una opzione denominata “Voto in bianco” che, pur risultando effettivamente come un voto in bianco, risulta comunque una scelta valida da poter effettuare.
Tutte le persone che hanno la cittadinanza spagnola ed una residenza principale in Spagna, i cittadini spagnoli senza residenza in Spagna (c.d. “spagnoli all'estero”) e altri cittadini dell'Unione (se la loro residenza principale è in Spagna) hanno diritto di voto alle elezioni europee nel paese.
L’esercizio attivo del diritto è ammesso dai 18 anni in su, compresi coloro che compiono tale età entro il giorno delle elezioni, al più tardi. La registrazione al voto è attuata d’ufficio in base alla residenza.
L’esercizio del diritto di candidarsi è ammesso per tutte le persone che hanno diritto di voto e hanno raggiunto l'età di 18 anni il giorno delle elezioni.
È ammesso il voto per posta, ma non il voto per procura (salvo che per delegare un pubblico ufficiale a recapitare il voto espresso per posta) o il voto elettronico. Non è disposto alcun obbligo di voto.

## Risultati
| Liste           | Liste | Partito Europeo                   | Gruppo                        | Voti       | %     | Seggi     |
| --------------- | --- | --------------------------------- | ----------------------------- | ---------- | ----- | --------- |
|                 | Partito Popolare (PP) | PPE                               | PPE                           | 5.996.627  | 34,21 | 22        |
|                 | Partito Socialista Operaio Spagnolo (PSOE) | PSE                               | S&D                           | 5.290.945  | 30,19 | 20        |
|                 | Vox | ECR                               | PfE                           | 1.688.255  | 9,63  | 6         |
|                 | Ahora Repúblicas (AR) • Sinistra Repubblicana di Catalogna (ERC) • Euskal Herria Bildu (EH Bildu) • Blocco Nazionalista Galiziano (BNG) • Ara Més | ALE – ALE –                       | Verdi/ALE GUE/NGL Verdi/ALE – | 860.660    | 4,91  | 3 1 –     |
|                 | Sumar • Movimiento Sumar (SMR) • Sinistra Unita (EU) • Equo • Más Madrid (MM) • Catalunya en Comú (CeC) • Compromís • Nueva Canarias (NC) • Unione Aragonese (CHA) • Iniciativa del Pueblo Andaluz (IPA) • Partido Castellano-Tierra Comunera (PCAS-TC) | – SE PVE – PVE (as) – ALE (obs) – | GUE/NGL – Verdi/ALE –         | 818.015    | 4,67  | 3 1 – 1 – |
|                 | Se Acabó La Fiesta (SALF) | –                                 | NI                            | 803.545    | 4,58  | 3         |
|                 | Podemos | OIP                               | GUE/NGL                       | 578.007    | 3,30  | 2         |
|                 | Junts Lliures x Europa (Junts UE) | –                                 | NI                            | 442.297    | 2,52  | 1         |
|                 | Coalizione per un'Europa Solidale (CEUS) • Partito Nazionalista Basco (EAJ-PNV) • Coalizione Canaria (CC) • Geroa Bai (GB) • Proposta per les Illes (El Pi)                                                                                             | PDE –                             | RE –                          | 284.888    | 1,62  | 1 –       |
|                 | Partito Animalista Contro il Maltrattamento degli Animali (PACMA) | APEU                              | –                             | 135.691    | 0,77  | –         |
|                 | Ciudadanos (C's) | ALDE                              | –                             | 122.292    | 0,70  | –         |
|                 | Altri (<0,50%) | –                                 | –                             | 381.561    | 2,18  | –         |
|                 | Voti in bianco | Voti in bianco                    | Voti in bianco                | 124.655    | 0,71  | —         |
| Totale          | Totale | Totale                            | Totale                        | 17.527.438 | 100   | 61        |
| Voti non validi | Voti non validi | Voti non validi                   | Voti non validi               | 124.569    | 0,71  |           |
| Votanti         | Votanti | Votanti                           | Votanti                       | 17.652.007 | 46,39 |           |
| Elettori        | Elettori | Elettori                          | Elettori                      | 38.050.286 |       |           |